# Els llorers del Cèsar
Els llorers del Cèsar (títol original en francès: Les Lauriers de César) és el divuitè àlbum de la sèrie Astèrix el gal, amb guió de René Goscinny i dibuix d'Albert Uderzo. Va ser publicat en francès el 1972.

## Sinopsi
Copdegarròtix i Bonakara es troben a Lutècia, a casa d'Homeopàtix, germà d'ella, que és un ric comerciant. Astèrix i Obèlix els acompanyen però, en el moment del sopar, Copdegarròtix i Obèlix es troben completament beguts i davant la fatxenderia d'Homeopàtix, Copdegarròtix li ofereix un estofat perfumat amb la corona de llorers del César, i Astèrix i Obèlix han d'anar fins a Roma per aconseguir-la.

## Comentaris
- A la casa d'Homeopàtix se serveixen plats "exquisits" com cua de castor amb fresons o ungla de bou amb crema.
- Tot i que l'esclau Tastolletus afirma que ve de Grècia, el cert és que les seves faccions no s'assemblen a les dels grecs que apareixen en altres històries.
- A Can Tifus apareix un esclau jove i musculós amb les faccions de Sylvester Stallone als seus primers anys de carrera. Ofereix diverses posis d'estàtues clàssiques, com Laocont i els seus fills d'Agesandre, El Pensador de Rodin o el Discòbol de Miró
- El carceller del circ màxim ho segueix sent a Les dotze proves d'Astèrix.
- Un dels domadors de circ (p. 40) és l'actor francès Jean Richard, que va tenir un zoològic i un circ als afores de París.
- A l'entrada triomfal de Cèsar, els presoners que marxen encadenats són els pirates.
- El bard Assegurançatòrix seu lligat als peus de l'arbre. Somriu feliç quan veu que Homeopàtix ha anat a parar als seus peus d'un mastegot, i li pregunta si també canta.